# Бун, Эд
Э́двард Джон Бун (англ. Edward John Boon, более известный как Эд Бун; род. 22 февраля 1964 года, Чикаго, Иллинойс) — американский программист, геймдизайнер и геймдиректор, проработавший более 15 лет в компании Midway Games. В настоящее время работает в дочерней студии Warner Bros. Games под названием NetherRealm Studios.

## Жизнь и карьера
Бун родился и вырос в Чикаго, штат Иллинойс. Окончил Академию Лойолы в Уилметте и получил степень бакалавра наук по математике и информатике в Иллинойском университете в Урбана-Шампейн. После окончания университета он работал в Williams Electronics, и за два года создал порядка 20-и пинбольных автоматов.
Он является соавтором Джона Тобиаса, вместе с которым они создавали игровую серию Mortal Kombat, поскольку сам Бун исполнял обязанности ведущего программиста, тогда как Тобиас был ведущим дизайнером, пока в 2000 году их партнёрство не закончилось уходом второго из Midway. Тем не менее в настоящее время Бун имеет прямое отношение к франшизе и созданию абсолютно новых проектов, связанных с ней, а также сам озвучивает и делает захваты движений для игровых персонажей. В частности, его голосом говорит Скорпион, который произносит фразу «Get Over Here!» во всех выпущенных когда-либо играх, а также в двух первых художественных фильмах. В 2008 году он попал в специальное издание «Книги рекордов Гиннесса» как «старейший актёр, озвучивающий видеоигры». Отмечая его вклад в развитие серии Mortal Kombat, по версии сайта IGN в 2009 году Бун вошёл в сотню (#100) разработчиков в списке «Top 100 Game Creators».

## Список работ

### Видеоигры
- High Impact (1990)
- Super High Impact (1991)
- Total Carnage[англ.] (1992) — голос генерала Акхбуба
- Mortal Kombat (1992) — геймдизайнер, программист
- Mortal Kombat II (1993) — геймдизайнер, программист
- Mortal Kombat 3 (1995) — геймдизайнер, программист
- Ultimate Mortal Kombat 3 (1995) — исполнительный продюсер, геймдизайнер, программист
- Mortal Kombat Trilogy (1996)
- Mortal Kombat 4 (1997) — геймдизайнер
- Mortal Kombat Gold (1999)
- The Grid[англ.] (2001)
- Mortal Kombat: Deadly Alliance (2002) — геймдиректор, геймдизайнер
- Mortal Kombat: Deception (2004) — геймдиректор, геймдизайнер
- Mortal Kombat: Shaolin Monks (2005) — исполнительный продюсер
- Mortal Kombat: Armageddon (2006) — геймдиректор
- Mortal Kombat vs. DC Universe (2008)
- Mortal Kombat (2011) — геймдиректор
- Mortal Kombat Arcade Kollection (2011)
- Batman: Arkham City Lockdown (2011) — креативный директор
- Injustice: Gods Among Us (2013) — геймдиректор, голос Скорпиона
- Batman: Arkham Origins (2013) — геймдиректор
- Mortal Kombat X (2015) — геймдиректор
- Injustice 2 (2017) — геймдиректор
- Mortal Kombat 11 (2019) — геймдиректор
- Mortal Kombat 1 (2023) — геймдиректор

### Фильмы
- Смертельная битва (1995) — голос Скорпиона
- Смертельная битва 2: Истребление (1997) — голос Скорпиона
- Смертельная битва: Наследие (2011) — Эд Гудмен (эпизод 3)